# Universidad de Maine
La universidad de Maine es una universidad pública de investigación situada en Orono, Maine, Estados Unidos. La Universidad se fundó en el año 1865 como una universidad de concesión de tierras y es la insignia universitaria del sistema de universidades de Maine. La universidad de Maine es una de las solamente nueve instituciones de la concesión de la tierra, del mar y del espacio en la nación.
Teniendo a aproximadamente 11 000 alumnos matriculados, la Universidad de Maine es la universidad de investigación más grande y la única institución de Maine denominada como de investigación por la clasificación Carnegie de Instituciones de Educación Superior. Los equipos atléticos de la universidad de Maine se apodan los Osos Negros “Black Bears” y son el único programa de atletismo de la primera división de Maine.

## Historia
La universidad de Maine fue fundada en el año 1862 en función de la ley de Morrill firmada por el presidente Lincoln. Establecida en el año 1865 y cuyo nombre original es La Universidad de la agricultura y de las artes mecánicas de Maine “Maine College of Agriculture and the Mechanic Arts”. Abrió sus puertas el 21 de septiembre de 1868 y se cambió el nombre a Universidad de Maine en el año 1897.
Para el año 1871 se habían organizado cursos en Agricultura, Ingeniería civil e Ingeniería Mecánica y elecciones. La estación experimental Agrícola y Forestal de Maine fue fundada como una división de la Universidad en el año 1887. Gradualmente la Universidad desarrolló los colegios de Ciencias de la Naturaleza y Agricultura (Más tarde incluirían la escuela de recursos forestales y la escuela de desarrollo humano) Ingenierías y Ciencias, Arte y Ciencias. En el año 1912 la extensión cooperativa de Maine, la cual ofrece programas educativos de campo para tanto adultos como jóvenes fueron iniciados. La escuela de Educación se estableció en el año 1930 y recibió el estatus de Universidad en 1958. La facultad de Empresariales se fundó en el año 1958 y adquirió el estatus de universidad en el año 1965. Las mujeres fueron admitidas para todos los grados desde el año 1872. 
Los primeros Másteres fueron conferidos en 1881 y a continuación los doctorados en el año 1960. Desde el 1923 ha habido una escuela de posgrado independiente de las demás. Ya cerca del fin del siglo XIX, el plan de estudios se amplió para dar mayor énfasis a artes más amplias y liberales. Como función de este cambio, nuevas facultades fueron contratadas a principios del siglo XX, incluyendo la presidencia de Caroline Colvin en el departamento de Historia y subrayando la importancia de este acontecimiento ya que fue la primera mujer que presidió un departamento universitario. 
En el año 1906 la sociedad “Senior Skull Honor Society” fue fundada para promocionar y ser recompensada formalmente por un destacado liderazgo y sistema de becas, sobre todo una ciudadanía ejemplar dentro de la comunidad de la Universidad de Maine. 
El 16 de abril de 1925, 80 mujeres, entre ellas profesoras, alumnas y representantes de pregrado, se reunieron en el “Ballentine Hall” para planear una promesa de los miembros a una organización honoraria inaugural. Esta organización se llamó “Todas las mujeres de Maine” (The all Maine Women) debido a que únicamente fueron elegidas mujeres estrechamente conectadas con la universidad de Maine. El 22 de abril de 1925, los nuevos miembros se introdujeron en la sociedad de honor. Cuando el sistema de la Universidad de Maine se incorporó, cambiaron su nombre un par de veces por la legislatura, obviando las objeciones por parte de la universidad. Primero se llamó La Universidad de Maine en Orono y de nuevo se volvió a cambiar en 1986 a La Universidad de Maine.

## Organización y administración
La Universidad de Maine es el emblema del Sistema de universidades de Maine. La presidenta de la Universidad de Maine es Susan J. Hunter. La administración superior gobierna cooperativamente con el Canciller del Sistema de la Universidad de Maine. James H. Page y los dieciséis miembros del Consejo de administración de la Universidad de Maine (de los cuales 15 están colocados por el Gobernador de Maine y uno es el actual comisionado de educación del estado de Maine). La junta de administrativos tiene una responsabilidad completa con respecto a lo autoritario y lo legal sobre el sistema universitario. Designa al canciller y los presidentes de cada universidad aprueban el establecimiento o eliminación de programas académicos, confiere la tendencia de los miembros de la facultad y establece las tasas de matrículas/presupuestos operativos. 
La Universidad de Maine es también una de un puñado de universidades en Estados Unidos, cuyo gobierno estudiantil está incorporado, se formó en 1978 y se incorporó en 1987. Se clasifican como una organización sin ánimo de lucro. Consta de un poder legislativo que aprueba las resoluciones, y una rama ejecutiva que ayuda a organizar actividades de entretenimiento en el campus, acoge a oradores invitados, trabaja con organizaciones estudiantiles tanto nuevas como existentes y desempeña otras funciones. Otras organizaciones están bajo el dominio del Gobierno Estudiantil Inc., incluyendo juntas representativas, asociaciones comunitarias y otros muchos grupos de estudiantes. “The Maine Campus” que es el periódico de la facultad, está también incorporado y no opera bajo ni recibe dinero del gobierno estudiantil.

## Campus

### Ubicación y localización
Está situado en la isla de Marsh, entre los ríos Penobscot y Stillwater, La Universidad de Maine es la única Universidad de la concesión de tierra en la nación que está situada en una isla. Ocupando la pequeña ciudad de Orono, con una población de 9500 personas. Tiene un total de 10901 estudiantes. El campus tiene 37 edificios destinados al trabajo académico, otros 30 dedicados a la administración, 18 edificios que son residencias de estudiantes, 18 laboratorios, 14 hermandades, 10 recintos deportivos, 5 museos, 4 establecimientos para comer, dos tiendas con objetos representativos de la universidad, una cafetería, un pub, Un centro de recreación y fitness de última tecnología de 8082,5 metros cuadrados. 
El campus original se diseñó por arquitecto paisajista Frederick Law Olmsted, el cual también diseñó “Central Park” en Nueva York y además los suelos de la Casa Blanca en Washington D. C.. Partes significativas del diseño inicial de Olmsted incluyendo el césped delantero fueron ejecutadas en los primeros 50 años de la Universidad y se orientaron hacia el río Stillwater. Un segundo plan maestro se produjo en el año 1932 por Carl Rust Parker de la firma de los hermanos Olmsted, en la cual el Campus se reorientará hacia el centro comercial, un espacio cubierto de hierba entre la biblioteca de Raymond H. Fogler y el Memorial Gym. El centro comercial está rodeado por una residencia y por cinco salas académicas. El campus está dividido en tres secciones (Zona Norte, Zona Sur y Colina) las tres están muy cerca del Centro Comercial. La zona Norte alberga muchos de los pabellones deportivos incluyendo la “Alfond Arena”(baloncesto y hockey), Morse Field en el Alfond Sports Stadium (Fútbol, pista y campo) Larry Mahaney Diamond(baseball), Kessock Field (softball), la pista de Hockey Complex (field hockey), y la cúpula Mahaney athletic/recreational. Otros edificios que ocupan la zona Norte del Campus incluyen el centro de salud Culter, dos edificios administrativos, Tres salones residenciales y muchos salones académicos. La Zona Sur incluye el Monumento a la memoria de la unión estudiantil, el observatorio Maynard F. Jordan, el gimnasio Lengyel y las pistas atléticas, La casa para el alumnado Buchanan, como muchos salones administrativos, académicos y residenciales. El recientemente renovado “Collins Center for the Arts” está situado en la zona sur del Campus y no solo ofrece la sala de conciertos “Hutchins” un recinto con 1435 sitios para acoger la presencia de artistas de todo el mundo, pero también casas como el museo Hudson por su arte contemporáneo de nativos americanos, al igual que desglosa exhibiciones que son específicas culturalmente para los pueblos indígenas de Maine. En la colina está constituida principalmente por salones residenciales pero también incluyen los jardines ornamentales E. Littlefield al igual que instalaciones académicas y de ocio. El campus también es conocido por “arboretum”. El núcleo pre- 1915 del campus, abarcando su principal periodo de desarrollo, se denominó como un distrito histórico en el registro nacional de lugares históricos en 1978; Se fue ampliando para incluir la segunda gran fase de desarrollo (en el final de la Segunda Guerra Mundial) en 2010.

## Información académica
La Universidad de Maine ofrece 90 programas principales de pregrado organizados en 5 instituciones: La facultad de empresariales, la facultad de política pública y salud, la facultad de Magisterio y desarrollo humano, La facultad de ingeniería, La facultad de artes liberales y ciencias y la facultad de ciencias naturales, silvicultura y agricultura. La universidad de Maine es también el sitio donde tiene lugar uno de los acontecimientos de honor más antiguos, ahora se llama la facultad honorífica. La facultad honorífica ofrece a alumnos con muy buen expediente una oportunidad de participar en un programa de estudios intensivo e interdisciplinar, todos los alumnos tienen la posibilidad de inscribirse y serán admitidos durante el proceso de revisión de admisiones. La universidad de Maine también ofrece una gran variedad de programas de posgrado, incluyendo más de 70 másteres y treinta doctorados. 
La Universidad de Maine es una de las pocas instituciones competentes que ofrecen un programa de desarrollo/ clínica combinado, los estudiantes deben ser aceptados para cursar un programa de psicología clínica al igual que un grado avanzado con distintos matices en desarrollo psicológico, psicología social, psicología cognitiva y neurociencia aplicada al comportamiento. La universidad de Maine tiene un comité muy fuerte para desarrollar la siguiente generación de investigadores y educadores en neurociencia. Por lo tanto, junto con la oferta de un doctorado en psicología en conjunto con neurociencia conductual en una gran concentración para también permitirles ingresar en el doctorado a los alumnos que estudian biomedicina. 
Es la única institución de Maine calificada como una universidad nacional en el “U.S News and World Report annual rankings” Esto califica a la Universidad de Maine como una institución que ofrece una amplia gama de licenciaturas, maestrías y doctorados. 
Es una de las cuatro instituciones en Maine (junto con Bowdoin, Bates y Colby) Acreditada para otorgar la ventaja de ser miembro en la sociedad de honor de Kappa, beta y phi. 
La universidad de Maine es también el lugar donde se originó la sociedad honorífica “Phi Kappa Phi” que reconoce los logros académicos de todas las disciplinas. 
La biblioteca Raymond H. Fogler es la más grande de Maine y ofrece posibilidades acordes con su estructura, como sus centros intelectuales, trata de atraer a intelectuales, profesores e investigadores de todo el estado. Una colección de manuscritos antiguos y extraños, al igual que más de dos mil publicaciones procedentes del gobierno, hacen aumentar la colección de la universidad. La colección especial de la Universidad contiene algunos de los borradores de Stephen King, lo que atrae a investigadores de todo el mundo. 
La universidad de Maine acoge el instituto de inglés intensivo, con un programa de inglés como segundo idioma, para extranjeros, desarrollado para estudiantes que quieren perfeccionar su nivel de inglés para ayudarles a perfeccionar ciertas destrezas para destacar en el colegio, en las empresas y en el ámbito social. 
Con 211 edificios de la facultad y con 2742 estudiantes (recuento del otoño de 2011), la facultad de ciencias y artes liberales ofrece la experiencia más empática con las artes liberales de todo Maine. La universidad de Maine es también el hogar de la escuela de empresariales de Maine, es la más grande del estado.
Eduniversal, una consultoría educativa internacional con sede en París, ha incluido a la Escuela de Negocios de Maine en la Universidad de Maine entre las 1000 primeras escuelas de negocios en un ranking mundial, calificándola como una "excelente escuela de negocios nacional fuerte y / o con vínculos con todo el continente". En 2011, las noticias de los EE. UU. y el informe del mundo colocaron a la escuela de negocio de Maine entre las mejores universidades de negocios de la nación. El centro canadiense-americano, una institución que se centra en estos estudios se basa en la universidad de Maine.